# Cimetière de guerre de Labuan
Le cimetière de guerre de Labuan est un cimetière militaire de la Seconde Guerre mondiale, situé en Malaisie, dans la ville de Labuan.

## Caractéristiques
Créé en 1946, il est administré par le Commonwealth War Graves Commission et accueille les sépultures des soldats tombés lors de l'invasion de Bornéo, en 1941-1942, la campagne de Bornéo, en 1945, ainsi que des prisonniers de guerre victimes des marches de la mort de Sandakan.